# Metin Gürak

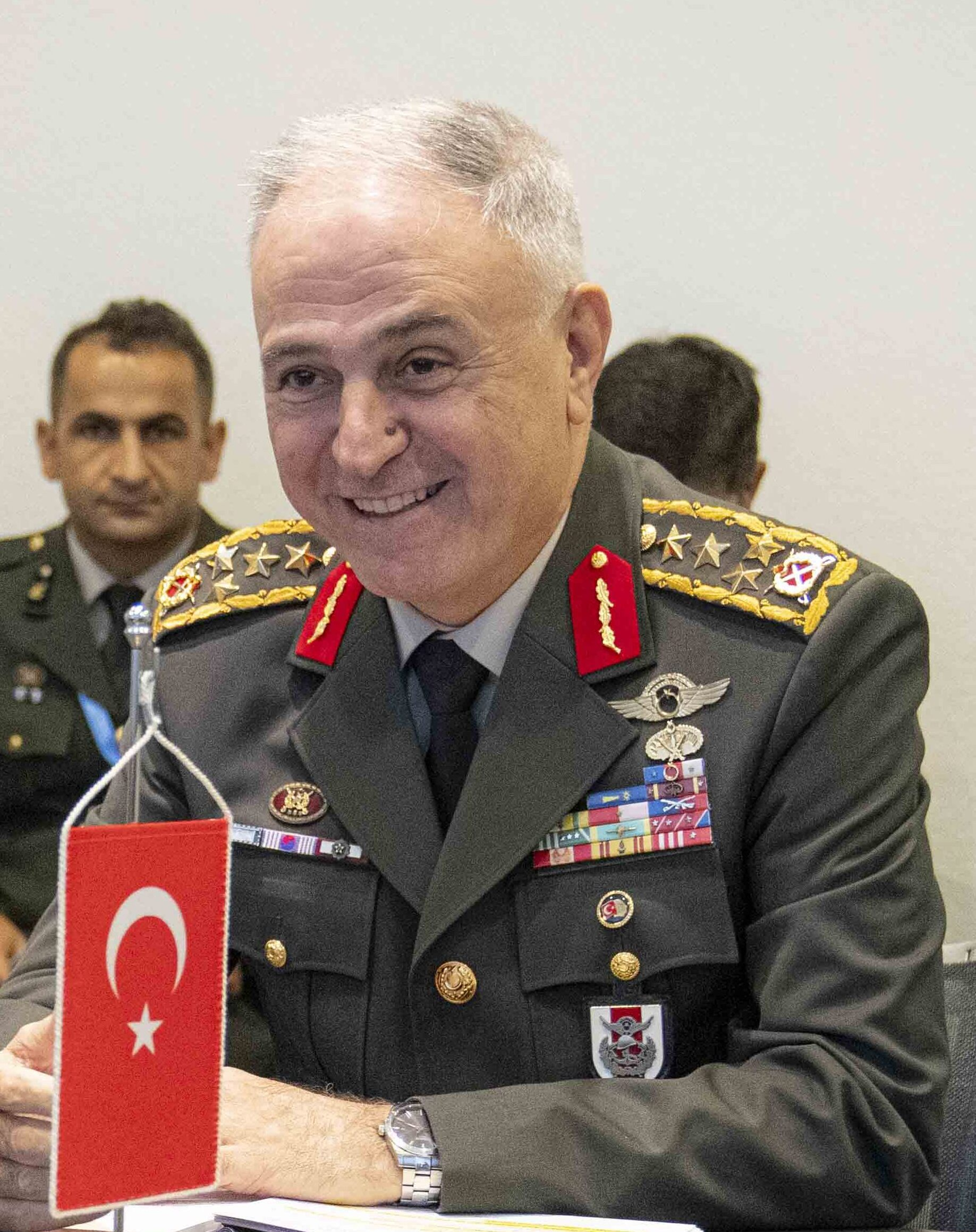
Metin Gürak, Oktober 2024

Metin Gürak (* 20. August 1960 in Kızıltepe, Mardin) ist ein türkischer Obergeneral und Generalstabschef der türkischen Streitkräfte.

## Leben und militärische Laufbahn
Gürak stammt aus einer turkmenischen Familie, die aus Mossul eingewandert ist. Ab 1981 besuchte er die Kara Harp Okulu und 1982 die Topçu ve Füze Okulundan. 1985 absolvierte er die Heeresfliegerschule. 1990 wurde er Stabsoffizier an der Kara Harp Akademisi.
Als Stabsoffizier war Gürak von 1990 bis 1993 im Kommando der 2. Panzerbrigade und der 20. Panzerbrigade. Von 1993 bis 1995 war er stellvertretender Militärattaché in Kairo und schließlich von 1995 bis 1998 Stabsoffizier und Kommandeur des Bataillons für innere Sicherheit. Von 1995 bis 1998 war er Kommandeur des Korps und bis 2002 Abteilungsleiter im Hauptquartier der Landstreitkräfte. Danach war er Stabschef im Ministerium für Nationale Verteidigung, von 2004 bis 2005 stellvertretender Kommandeur der 49. Infanteriebrigade der Inneren Sicherheit und Garnisonskommandeur von Muş. Von 2005 bis 2006 war er Generalsekretär der 1. Armee.
Im Jahr 2006 wurde er zum Brigadegeneral befördert und zum Kommandeur der 2. gepanzerten Brigade ernannt. 2008 wurde Gürak Leiter der Kommunikationsabteilung des Generalstabs. Im Jahr 2010 wurde er in den Rang eines Generalmajors und 2015 eines Generalleutnants befördert. Von 2016 bis 2017 war er Kommandeur der Ausbildung des EDOK-Kommunikationsdienstes, von 2017 bis 2018 Stabschef der türkischen Landstreitkräfte und von 2018 bis 2020 Generalstabschef der türkischen Streitkräfte. Am 10. Januar 2020 wurde er zum Militärberater der türkischen Streitkräfte in Libyen ernannt. 2020 folgte die Beförderung in den Rang eines Generals und die Ernennung zum Kommandeur der 2. Armee. Mit den Beschlüssen des Obersten Militärrats von 2023 wurde er zum Generalstabschef ernannt. Die Inauguration erfolgte am 16. August 2023.

## Privates
Gürak hat zwei Kinder und ein Enkelkind, er ist verwitwet.